# Томас Бергер
Томас Бергер (англ. Thomas Berger, 20 липня 1924, Цинциннаті, штат Огайо, США — 13 липня 2014) — американський письменник, новеліст, драматург, сценарист. Доктор літератури (лат. Litterarum doctor) (1986).

## Біографія
Служив в армії США, в тому числі в Європі. Навчався в університеті Цинциннаті та Колумбійському університеті. Працював бібліотекарем і журналістом.

## Творчість
Служба в окупаційних військах США в Німеччині, стала темою для дебютної повісті письменника «Божевільний в Берліні» (1958).
Її головний герой, Карл Рейнгард, буде з'являтися на сторінках наступних творів Бергера. У цикл про нього увійдуть книги «Рейнгард в любові», «Жити, не вмирати!» і «Жінка Рейнгарда».
Найбільшу популярність Томас Бергер здобув після виходу крутійського роману «Маленька Велика Людина» (1964), який незабаром був екранізований Артуром Пенном (1970). У фільмі-вестерні «Маленька велика людина» головну роль зіграв Дастін Гоффман.
У книзі оповідається про білого юнака, якого виховало плем'я індіанців Шайєннів, що став одночасно білим американцем і представником червоношкірих аборигенів. Твір показує відмінності між способом життя білих американців та індіанців.
З двадцяти трьох романів на російську мову перекладено тільки один — «Маленька Велика Людина». Через тридцять п'ять років Бергер написав продовження роману і назвав його «Повернення Маленької Великої Людини».

## Вибрана бібліографія
- Crazy in Berlin (1958)
- Reinhart in Love (1962)
- Little Big Man (1964)
- Killing Time (1967)
- Vital Parts (1970)
- Regiment of Women (1973)
- Sneaky People (1975)
- Who is Teddy Villanova? (1977)
- Arthur Rex: A Legendary Novel (1978)
- Сусідів (1980)
- Reinhart's Women (1981)
- The Feud (1983)
- Nowhere (1985)
- Being Invisible (1987)
- The Houseguest (1988)
- Changing the Past (1989)
- Orrie's Story (1990)
- Meeting Evil (1992)
- Robert Crews (1994)
- Suspects (1996)
- The Return of Little Big Man (1999)
- Best Friends (2003)
- Adventures of the Artificial Woman (2004)

### Оповідання
- Granted Wishes: Three Stories (1984)
- Раніше неінкасовані короткі розповіді з'явилися в таких журналах, як «American Review», «Gentlemen's Quarterly», «Saturday Evening Post», «Playboy» і «Харперз Мегезін».
- Abnormal Occurrences: Short Stories (електронна книга опублікована у березні 2013 року)

## П'єси
- Other People (1970)
- Rex, Rita, and Roger (1970)
- The Siamese Twins (1971)
- At the Dentist's (радіопостановка) (1981)
- The Burglars (1988)

## Нагороди та премії
- У 1965 році отримав премію Річарда і Хінди Розенталь, Національного інституту мистецтв і літератури і Western Heritage Award, за роман «Little Big Man».
- Книга «Жінки Рейнгарта» удостоєна премії Ohioana Book Award,
- У 1984 році висувався на Пулітцерівську премію, дійшов до фіналу.
- Університет Лонг-Айленда 1986 року присвоїв Бергеру звання доктора літератури.